# 大角虫
大角虫漫画，是上海童石网络科技股份有限公司开发然后运营的一个漫画平台软件，签约了一批漫画家作者。主打“日更”的漫画。

## 作品
《民工勇者》
《全职高手》、《校花的贴身高手》、《择天记》、《星纪元》